# Anna Sedojkina
Anna Sergejevna Sedojkina (ryska: Анна Сергеевна Седойкина), född 1 augusti 1984 i Volgograd, är en rysk tidigare handbollsmålvakt.

## Karriär

### Klubblagsspel
Anna Sedojkina spelade inledningsvis för GK Dynamo Volgograd som då 2001 hette Akva Volgograd. Med Dynamo Volgograd vann hon 2008 EHF-cupen och 2001, 2009, 2010, 2011 och 2012 ryska mästerskapet. Vidare fick hon spela Final-Four i EHF Champions League säsongen 2014/15.  Sommaren 2015 bytte målvakten till GK Rostov-Don. Med Rostov vann hon 2017 EHF-cupen igen och nya ryska mästerskapstitlar 2017, 2018 och 2019 så att hon har åtta ryska mästerskapstitlar.

### Landslagsspel
Sedojkina har spelat för ryska landslaget sedan mer än ett decennium. Första mästerskapsmedaljen var ett EM-brons 2008 i  Makedonien. 2009 spelade hon VM i Kina där Ryssland tog hem guldet. Hon deltog i OS 2012 i London där Ryssland kom på åttonde plats. Betydligt bättre blev utdelningen i Rio OS 2016 där Ryssland tog hem guldet efter att ha besegrat Norge i semifinal och Frankrike i final. Sedan var hon inte med i VM 2017 men återkom i EM 2018 i Frankrike var hon med i ryska silverlaget. Hon deltog även i OS 2020 i Tokyo och tog där silvermedalj. 